# Zákon o kulturních památkách
Zákon o kulturních památkách (zákon č. 22/1958 Sb.) byl československý zákon ze dne 17. dubna 1958, publikovaný 3. května 1958 s účinností dnem vydáním. Zákon byl zcela derogován zákonem o státní památkové péči (vydaný 1987, účinný od 1. ledna 1988). Zákon 22/1958 Sb. byl platný pro české kraje, pro Slovensko vyšel obdobný zákon č. 7/1958 Zb. SNR vydaný dne 29. srpna 1958, o kultúrnych pamiatkach.
Navazuje na starší roztříštěnou právní úpravu památkové péče, stanovil první celkový rámec (státní) památkové péče, především stanovil pojmy kulturní památky, národní kulturní památky, památkové rezervace a plošné ochrany některých památek.

## Obsah
1. Část první – Úvodní ustanovení (§ 1)
2. Část druhá – Ochrana památek a péče o ně (§ 2 – § 14)
3. Část třetí – Zvláštní ustanovení o výzkumech a výkopech památek archeologických (§ 15 – § 17)
4. Část čtvrtá – Památkové orgány (§ 18 – § 25)
5. Část pátá – Ustanovení závěrečná (§ 26 – § 28)

## Kategorie památek
Základní jednotkou zákona o kulturních památkách byla „památka“ definovaná „kulturní statek, který je dokladem historického vývoje společnosti, jejího umění, techniky, vědy a jiných oborů lidské práce a života, nebo jest jí dochované historické prostředí sídlištních celků a architektonických souborů, anebo věc, která má vztah k význačným osobám a událostem dějin a kultury.“ (§ 2, 1). Charakter památky byl přiznán i skupinám kulturních statků, kde některé jednotliviny samy o sobě nesplňovaly znaky památek.
Vyšší ochraně se těšily „národní kulturní památky“, které tento status získávaly rozhodnutím vlády na návrh ministra školství a kultury.
Zákon zavedl kategorii „památkové reservace“ pokud soubor památek „se svým prostředím celek“. Ty prohlašoval ministr kultury a školství po dohodě. Druhou plošnou kategorií bylo tzv. ochranné pásmo památky – pokud bylo potřeba chránit nemovitou kulturní památku, tak mohl výkonný orgán KNV stanovit omezení činnosti.